# 中国农工民主党山东省委员会
中国农工民主党山东省委员会，简称农工党山东省委、山东农工党，是中国农工民主党在山东省的地方组织。